# Gunzgen
Gunzgen ist eine politische Gemeinde im Bezirk Olten des Kantons Solothurn in der Schweiz.

## Geographie
Gunzgen liegt auf 429 m ü. M., 7 km südwestlich des Bezirkshauptortes Olten (Luftlinie). Das Dorf erstreckt sich in der Dünnernebene nahe dem Jurasüdfuss im sogenannten Mittelgäu des Solothurner Mittellandes.
Die Fläche des 3,9 km² grossen Gemeindegebiets umfasst einen Abschnitt des Aaretals im Schweizer Mittelland. Die nördliche Gemeindegrenze verläuft entlang der kanalisierten Dünnern. Von hier erstreckt sich das Gebiet als schmales Band südwärts über die breite Schotterebene mit den Fluren Lischmatten und Welschmatt (im Durchschnitt auf 430 m ü. M.) auf die Waldhöhen Eichliban (450 m ü. M.) und Stierenban (452 m ü. M.), welche die westlichsten Ausläufer des Born darstellen. Der höchste Punkt von Gunzgen wird mit 460 m ü. M. beim Buholz am Westfuss des Born erreicht. Weiter im Süden schliesst sich die Schotterterrasse der Gunzger Allmend mit dem Forenban an. Von der Gemeindefläche entfielen 1997 23 % auf Siedlungen, 27 % auf Wald und Gehölze, 49 % auf Landwirtschaft und rund 1 % war unproduktives Land.
Zu Gunzgen gehört die Aussensiedlung Gunzger Allmend (425 m ü. M.) auf der Schotterterrasse südlich des Stierenbans. Nachbargemeinden von Gunzgen sind Hägendorf, Kappel, Boningen, Fulenbach, Härkingen und Egerkingen.

## Bevölkerung
Mit 1712 Einwohnern (Stand 31. Dezember 2023) gehört Gunzgen zu den mittelgrossen Gemeinden des Kantons Solothurn. Von den Bewohnern sind 95,7 % deutschsprachig, 1,0 % italienischsprachig und 1,0 % sprechen Türkisch (Stand 2000). Die Bevölkerungszahl von Gunzgen belief sich 1850 auf 514 Einwohner, 1900 auf 418 Einwohner. Im Verlauf des 20. Jahrhunderts stieg die Bevölkerungszahl bis 1970 kontinuierlich auf 786 Personen an. Seither wurde eine deutliche Bevölkerungszunahme verbunden mit einer Verdoppelung der Einwohnerzahl innerhalb von 30 Jahren verzeichnet.

## Wirtschaft

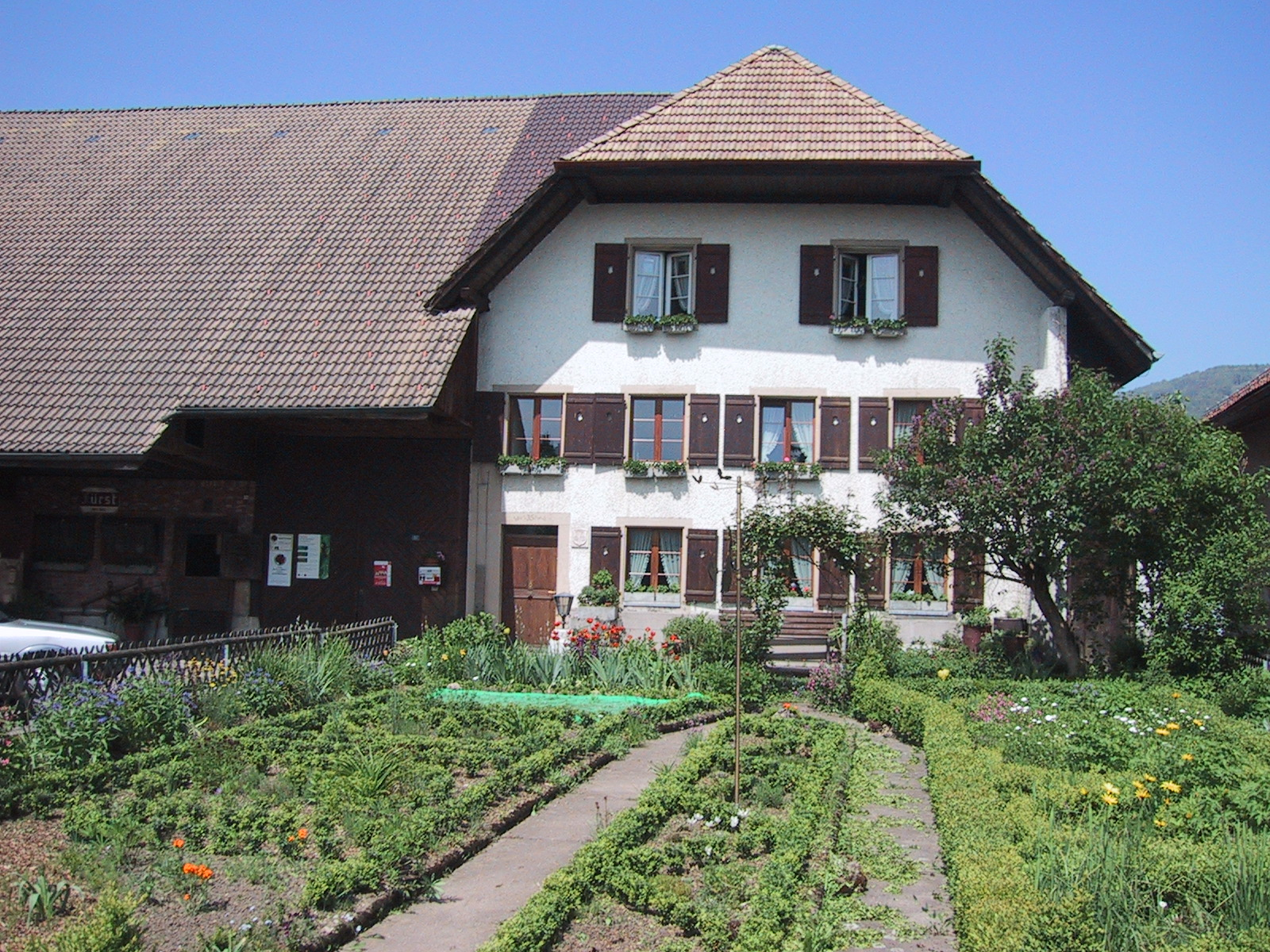
20. Mai 2005, Gunzgen an der Hauptstrasse

Gunzgen war bis weit ins 20. Jahrhundert hinein eine vorwiegend durch die Landwirtschaft geprägte Gemeinde. Heute haben der Ackerbau, der Obstbau und die Forstwirtschaft nur noch einen geringen Stellenwert in der Erwerbsstruktur der Bevölkerung.
Zahlreiche weitere Arbeitsplätze sind im Gewerbe und vor allem im Dienstleistungssektor vorhanden. Aufgrund der hervorragenden Verkehrsanbindung haben sich auf dem Gebiet von Gunzgen seit den 1970er Jahren verschiedene Lager- und Verteilbetriebe, Logistikzentren und die Oberbauwerkstätte der Schweizerischen Bundesbahnen (SBB) niedergelassen. Im Weiteren sind in der Gemeinde Betriebe des Bau- und Transportgewerbes, des Metallbaus, des Maschinenbaus und Schreinereien vertreten. In der Gunzger Allmend befindet sich ein grosses Kiesabbaugebiet. In den letzten Jahrzehnten hat sich Gunzgen auch zu einer Wohngemeinde entwickelt. Viele Erwerbstätige sind deshalb Wegpendler, die hauptsächlich in der Region Olten arbeiten.

## Verkehr
Die Gemeinde ist verkehrstechnisch sehr gut erschlossen. Sie liegt an einer Verbindungsstrasse von Wangen bei Olten nach Kestenholz. Der nächste Anschluss an das schweizerische Autobahnnetz befindet sich rund 3 km vom Ortskern entfernt. Das Gemeindegebiet wird von der Autobahn A1 (Bern–Zürich) durchquert, die hier mit der A2 (Basel–Luzern) vereinigt ist. Wegen seiner beiden Autobahnraststätten (Gunzgen-Nord und Gunzgen-Süd) erlangte das Dorf über die Region hinaus Bekanntheit.
Nördlich des Ortes verläuft die Bahnstrecke Olten–Solothurn, die jedoch bei Gunzgen keine Station hat; der nächste Bahnhof befindet sich in Hägendorf. Durch eine Autobuslinie des BOGG (Busbetrieb Olten Gösgen Gäu), welche die Strecke von Olten nach Kestenholz bedient, ist Gunzgen an das Netz des öffentlichen Verkehrs angebunden.

## Geschichte

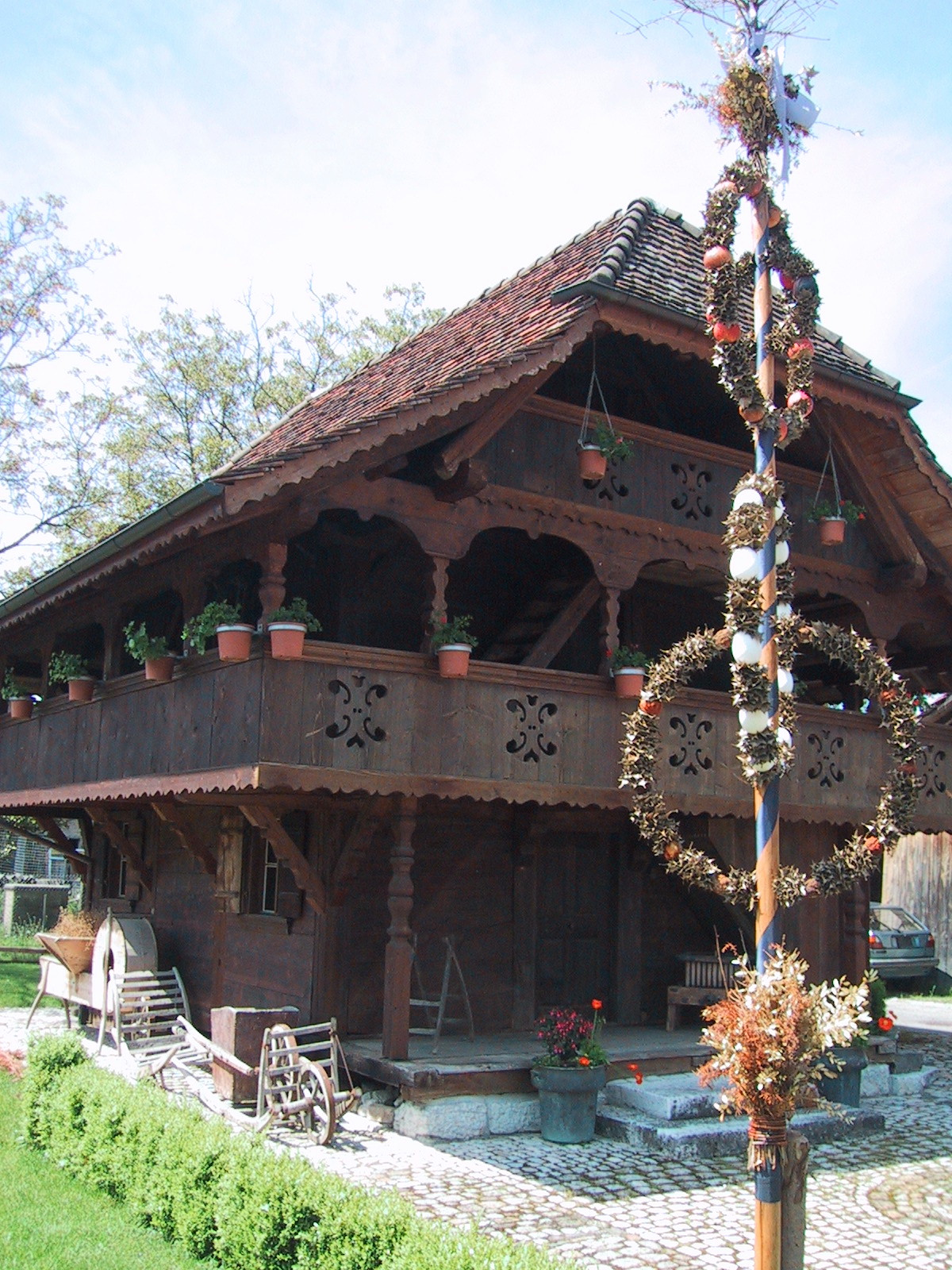
Altes Gebäude in Gunzgen an der Hauptstraße, Mai 2005

Das Gemeindegebiet von Gunzgen war schon sehr früh besiedelt, was durch den Fund eines Grabhügels aus der Hallstattzeit auf dem Stierenban nachgewiesen werden konnte. Im Jahr 1226 wird das Dorf als Gunzichon erstmals urkundlich erwähnt. Später erschienen die Bezeichnungen Gunzkon (1320), Guntzgen (1367), Guntzikon (1415) und Guntzgon (1426). Der Ortsname geht auf den althochdeutschen Personennamen Gunzo zurück. Mit der Namensendung -gen (eigentlich ein Zusammenzug von -igkofen) bedeutet er so viel wie bei den Höfen der Leute des Gunzo, wobei so genannte Aussiedlerhöfe gemeint sind.
Seit dem Mittelalter war Gunzgen Teil des von den Grafen von Frohburg verwalteten Buchsgaus und gehörte darin zur Herrschaft Fridau. Es teilte deren Schicksal und kam 1463 unter die alleinige Verwaltung von Solothurn, wobei es dem Niederen Amt der Vogtei Bechburg zugeordnet wurde. Nach dem Zusammenbruch des Ancien Régime (1798) gehörte Gunzgen während der Helvetik zum Verwaltungsbezirk Solothurn und ab 1803 zum Bezirk Olten.
Zwischen 1840 und 1880 verlor das Dorf wegen der wirtschaftlichen Notlage fast ein Drittel der Einwohner durch Ab- und Auswanderung nach Übersee und zählte am Ende der Periode nur noch 366 Einwohner. Im Jahr 1893 wurden sowohl Gunzgen als auch die Aussensiedlung Gunzger Allmend durch zwei Feuersbrünste in Mitleidenschaft gezogen. Mit der Gründung einer Metallwarenfabrik 1919 fasste die Industrie auch in Gunzgen Fuss.

## Sehenswürdigkeiten
Die Sankt-Katharina-Kapelle wurde 1645 erbaut. Sie erfuhr 1860 eine Umgestaltung, als Gunzgen zur selbständigen Pfarrei erhoben wurde. Ihre heutige Gestalt erhielt die Kirche im Jahr 1951 durch erneuten Umbau und Vergrösserung.

## Bilder

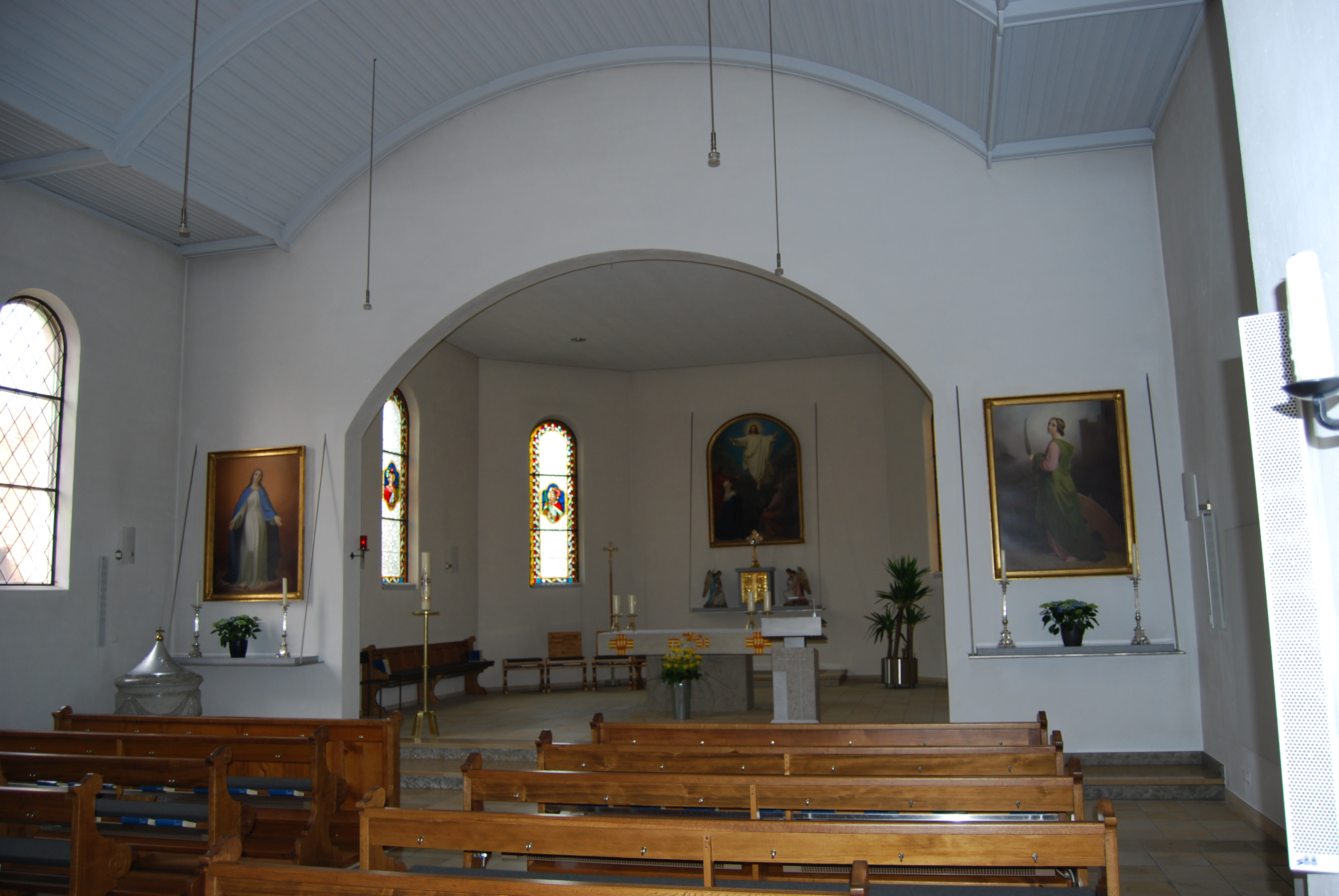
Innenansicht der Kirche
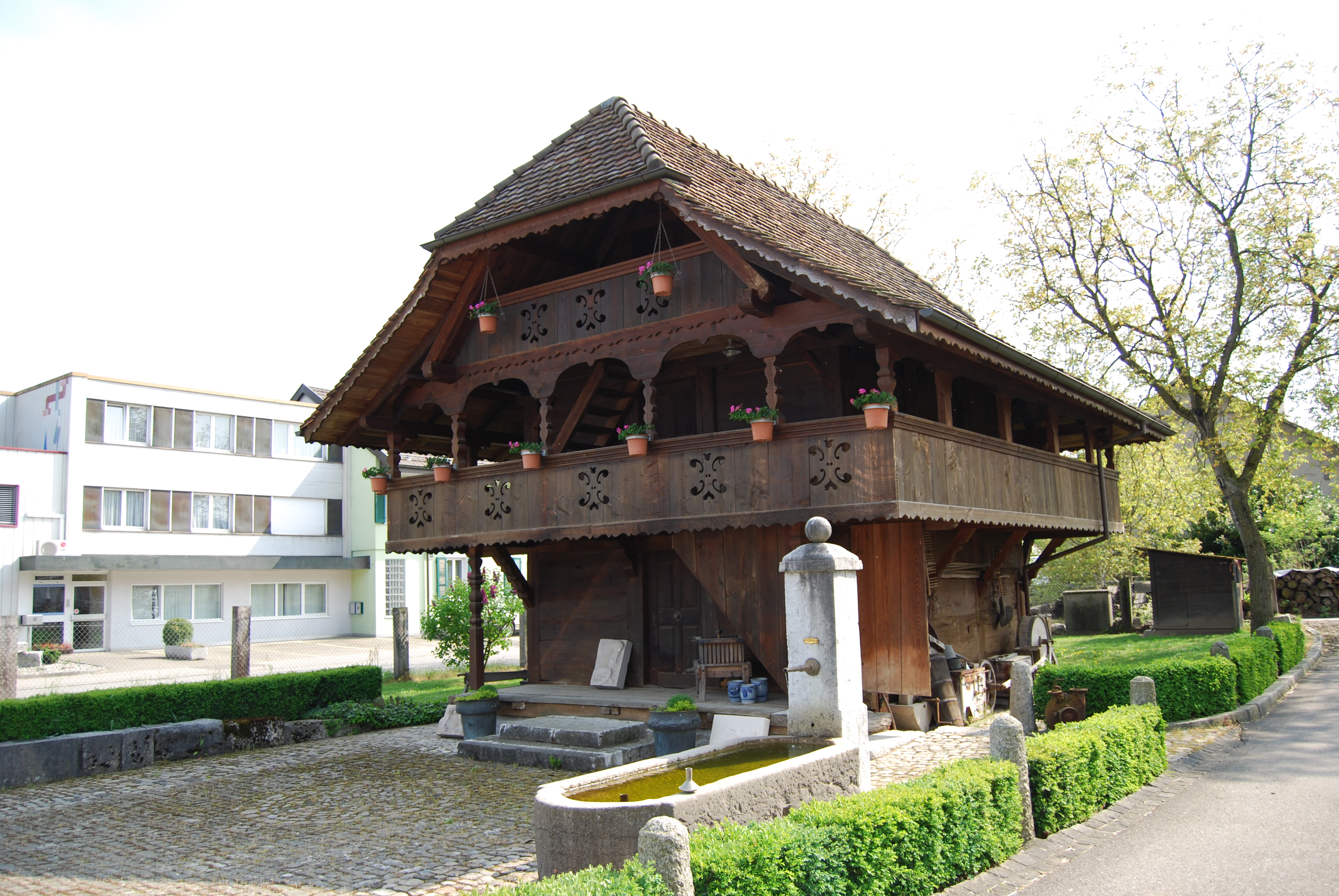
Alter Kornspeicher
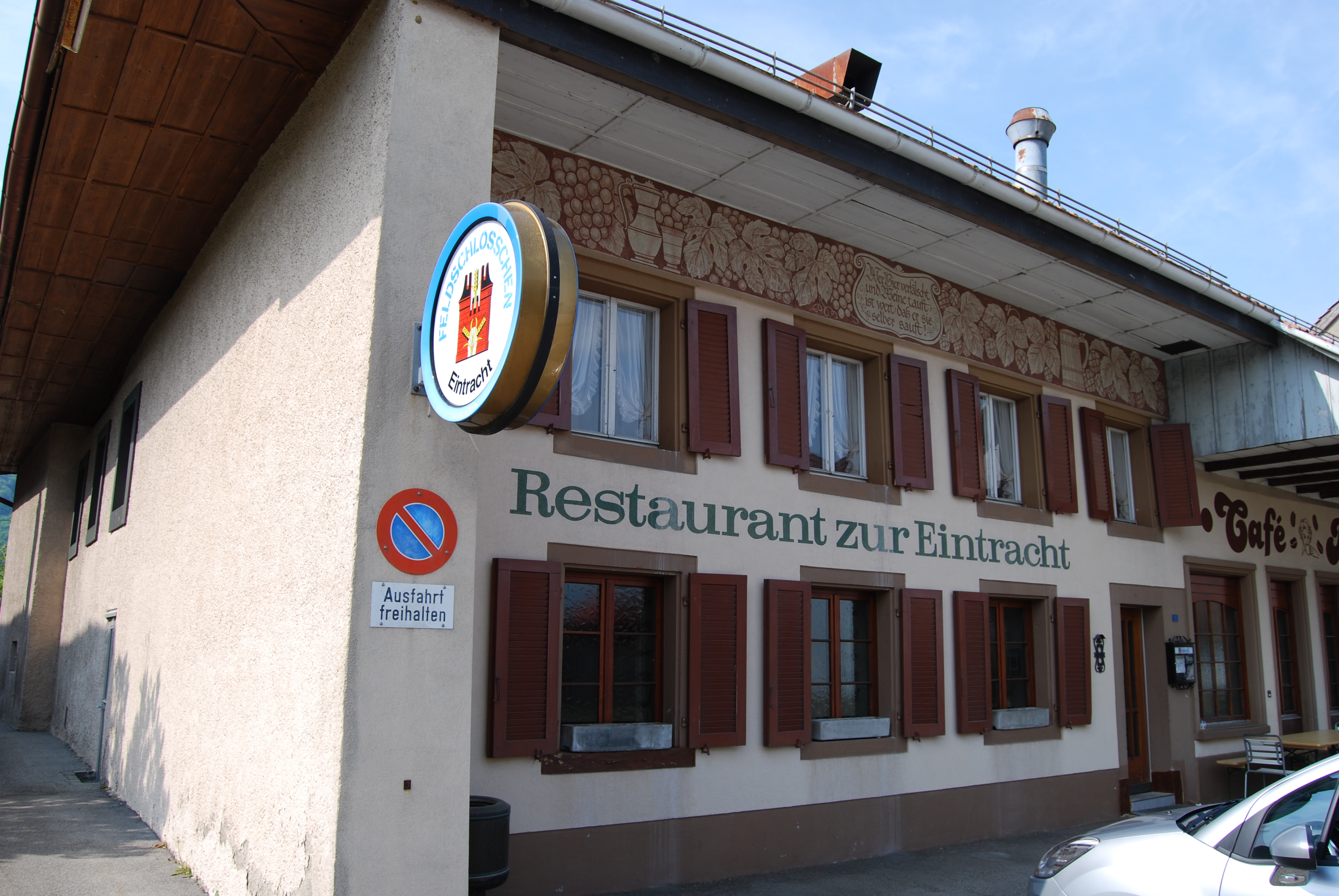
Restaurant Eintracht

## Wappen
Blasonierung
Geteilt von Weiss mit grüner Eiche mit fünf Blättern und sechs grünen Früchten und von Blau mit gelbem St.-Katharinen-Rad mit acht Speichen und acht Messern